# Antonio Mariscal Trujillo
Antonio Mariscal Trujillo (n. Jerez de la Frontera; 12 de julio de 1944) es un articulista y escritor español especializado en historia local de Jerez de la Frontera y la provincia de Cádiz.

## Actividad
Conferenciante, escritor y articulista, tiene en su haber la publicación de doce títulos sobre historia local, uno de ensayo, cuatro novelas y el libreto no musical de la zarzuela "La Marquesita", así como cientos de artículos de prensa en las revistas Trivium, Revista de Historia de Jerez, Humanística, Páginas o Visita Médica así como en los periódicos La Voz del Sur, El Periódico del Guadalete y Diario de Jerez. Es académico numerario de la Real Academia de San Dionisio, y miembro también numerario del Centro de Estudios Históricos Jerezanos e Insignia de Honor de dicha entidad 2023, "Premio Catavino de Oro 2006" a la promoción de Jerez
.
Desde 2006 a 2008, intervino semanalmente en los programas Calles y Plazas de Jerez de Localia TV hasta 2009, así como en la sección Historias de aquí en Hoy por hoy de Radio Jerez, Cadena SER 2006 a 2014.
Padre de seis hijos y abuelo de 10 nietos, trabajó desde 1965 hasta 2004 como visitador médico, siendo miembro fundador y primer vicepresidente de la “Asociación Profesional de Visitadores Médicos”, hasta la fecha de su jubilación.

## Menciones, premios y otras actividades
Cortometrajes cinematográficos realizados
- La niña y el mar
- El sur
- Romance de Luis Mendoza (1.er Premio absoluto, y, premio extraordinario, a la película que mejor resaltó los valores andaluces. Certamen Nacional de Cine Ciudad de Aguilar 1980)
- Metamorfosis (1.er Premio Semana Internacional del Cortometraje, San Roque 1979), (3º Premio Trofeo Charlot Ciudad de Terrassa, 1980)
- Harmonía (2º Premio Certamen Nacional "Antifaz", Cádiz 1978)
- Cesárea
- Gallo jerezano
- Glorias jerezanas
- Sinfonía en gris
- Redención
- Dialogo de costaleros
- Jardines del mundo
- La sangre

## Fotografía
- 2º Premio Concurso nacional de Fotografía de la Fiesta de la Vendimia, Jerez 1982.
- 3º Premio Concurso nacional de Fotografía de la Fiesta de la Vendimia, Jerez 1984.
- 3º Premio Salón de Fotografía de la Hermandad de la Viga, Jerez 1986.
- 2º Premio concurso mensual permanente Agrupación Fotográfica San Dionisio 1983

## Libros publicados
- Cartas a una Jerezana (1989, Gráficas del Exportador)
- La Tertulia Española. Sus orígenes y Tradición en la Provincia de Cádiz (1998, Eje]
- La Sanidad jerezana, 1800-1975 (2001, Eje)
- Alrededor de Jerez (2004, Eje)
- Jerezanos para la Historia, siglos XIX y XX (2006, Libros el Laberinto)
- Historias de la Historia de Jerez de la Frontera (2009, Fundación Teresa Rivero)
- Por las Calles del Viejo Jerez (2009, Bookingfax)
- "Hermano Adrián, limosnero de Dios" (Granada 2012, Orden Hospitalaria de San Juan de Dios)
- " La historia pequeña de Jerez de la Frontera" (Bookingfax, Jerez 2013)
- " Jerez en la Historia y el recuerdo" (Letrame, Jerez 2016)
- " Pozo del Olivar (Peripecias Libros, Jerez 2017)
- " Don Ceferino Jandilla, el médico de mi pueblo. Novela. Peripecias Libros, Jerez 2018
- " Un recorrido por la historia de la tonelería en Jerez. Peripecias Libros, Jerez 2019
- " El portero de la Cartuja. Novela. Peripecias Libros, Jerez 2109
- " Doctor Hué. Novela. Peripecias libros, Jerez 2021
- " Doña Petronila de Abajo, apuntes del natural. Novela. Ed. Tierra de nadie, Jerez 2023